# Препеліца Андрій
Андрій Препеліца (рум. Andrei Prepeliţă; нар. 12 квітня 1985) — молдовський борець вільного стилю, триразовий бронзовий призер чемпіонатів Європи.

## Біографія
Боротьбою займається з 1998 року. У 2004 році став третім на чемпіонаті Європи серед юніорів. Член першої збірної Молдови з 2006 року.

## Спортивні результати на міжнародних змаганнях

### Виступи на Чемпіонатах світу
| Змагання                        | Збірна  | Вагова категорія          | Місце |
| ------------------------------- | ------- | ------------------------- | ----- |
| Чемпіонат світу з боротьби 2007 | Молдова | вільна боротьба, до 60 кг | 24    |
| Чемпіонат світу з боротьби 2010 | Молдова | вільна боротьба, до 60 кг | 12    |
| Чемпіонат світу з боротьби 2011 | Молдова | вільна боротьба, до 60 кг | 23    |
| Чемпіонат світу з боротьби 2013 | Молдова | вільна боротьба, до 60 кг | 11    |
| Чемпіонат світу з боротьби 2014 | Молдова | вільна боротьба, до 61 кг | 5     |
| Чемпіонат світу з боротьби 2015 | Молдова | вільна боротьба, до 61 кг | 13    |
| Чемпіонат світу з боротьби 2016 | Молдова | вільна боротьба, до 61 кг | 7     |
| Чемпіонат світу з боротьби 2017 | Молдова | вільна боротьба, до 61 кг | 20    |
| Чемпіонат світу з боротьби 2018 | Молдова | вільна боротьба, до 65 кг | 8     |
| Чемпіонат світу з боротьби 2019 | Молдова | вільна боротьба, до 65 кг | 32    |

### Виступи на Чемпіонатах Європи
| Змагання                         | Збірна  | Вагова категорія          | Місце  |
| -------------------------------- | ------- | ------------------------- | ------ |
| Чемпіонат Європи з боротьби 2006 | Молдова | вільна боротьба, до 60 кг | 8      |
| Чемпіонат Європи з боротьби 2008 | Молдова | вільна боротьба, до 60 кг | 20     |
| Чемпіонат Європи з боротьби 2010 | Молдова | вільна боротьба, до 60 кг | Бронза |
| Чемпіонат Європи з боротьби 2011 | Молдова | вільна боротьба, до 60 кг | 17     |
| Чемпіонат Європи з боротьби 2014 | Молдова | вільна боротьба, до 61 кг | Бронза |
| Чемпіонат Європи з боротьби 2016 | Молдова | вільна боротьба, до 65 кг | 17     |
| Чемпіонат Європи з боротьби 2017 | Молдова | вільна боротьба, до 61 кг | Бронза |
| Чемпіонат Європи з боротьби 2018 | Молдова | вільна боротьба, до 65 кг | 10     |

### Виступи на Європейських іграх
| Змагання              | Збірна  | Вагова категорія          | Місце |
| --------------------- | ------- | ------------------------- | ----- |
| Європейські ігри 2015 | Молдова | вільна боротьба, до 61 кг | 13    |
| Європейські ігри 2019 | Молдова | вільна боротьба, до 65 кг | 5     |

### Виступи на інших змаганнях
| Змагання                                                        | Збірна  | Вагова категорія          | Місце  |
| --------------------------------------------------------------- | ------- | ------------------------- | ------ |
| Чемпіонат світу з боротьби серед студентів 2004                 | Молдова | вільна боротьба, до 55 кг | 5      |
| Чемпіонат світу з боротьби серед студентів 2005                 | Молдова | вільна боротьба, до 60 кг | 5      |
| Гран-прі Німеччини з боротьби 2007                              | Молдова | вільна боротьба, до 60 кг | Бронза |
| Олімпійський кваліфікаційний турнір з боротьби 2008 (Мартіні)   | Молдова | вільна боротьба, до 60 кг | 10     |
| Олімпійський кваліфікаційний турнір з боротьби 2008 (Варшава)   | Молдова | вільна боротьба, до 60 кг | 7      |
| Турнір Дана Колова — Николи Петрова 2010                        | Молдова | вільна боротьба, до 60 кг | Бронза |
| Чемпіонат світу з боротьби серед студентів 2010                 | Молдова | вільна боротьба, до 60 кг | Срібло |
| Золотий Гран-прі з боротьби 2011 (Баку)                         | Молдова | вільна боротьба, до 60 кг | 14     |
| Henri Deglane Challenge 2011                                    | Франція | вільна боротьба, до 66 кг | 5      |
| Турнір Яшара Догу 2012                                          | Молдова | вільна боротьба, до 60 кг | 25     |
| Київський Міжнародний турнір з боротьби 2012                    | Молдова | вільна боротьба, до 60 кг | 13     |
| Олімпійський кваліфікаційний турнір з боротьби 2012 (Софія)     | Молдова | вільна боротьба, до 60 кг | 8      |
| Олімпійський кваліфікаційний турнір з боротьби 2012 (Тайюань)   | Молдова | вільна боротьба, до 60 кг | 11     |
| Олімпійський кваліфікаційний турнір з боротьби 2012 (Гельсінкі) | Молдова | вільна боротьба, до 60 кг | 8      |
| Меморіал Іона Корнеану 2012                                     | Молдова | вільна боротьба, до 66 кг | Бронза |
| Турнір Чорного моря 2012                                        | Молдова | вільна боротьба, до 66 кг | 16     |
| Чемпіонат світу з боротьби серед студентів 2012                 | Молдова | вільна боротьба, до 60 кг | 5      |
| Турнір Чорного моря 2013                                        | Молдова | вільна боротьба, до 60 кг | Бронза |
| Літня Універсіада 2013                                          | Молдова | вільна боротьба, до 60 кг | 11     |
| Турнір Олександра Медведя 2015                                  | Молдова | вільна боротьба, до 65 кг | 23     |
| Турнір «Олімпія» 2015                                           | Молдова | вільна боротьба, до 65 кг | Срібло |
| Турнір Дана Колова — Николи Петрова 2016                        | Молдова | вільна боротьба, до 65 кг | 10     |
| Київський Міжнародний турнір з боротьби 2016                    | Молдова | вільна боротьба, до 65 кг | Бронза |
| Олімпійський кваліфікаційний турнір з боротьби 2016 (Зренянин)  | Молдова | вільна боротьба, до 65 кг | 14     |
| Олімпійський кваліфікаційний турнір з боротьби 2016 (Стамбул)   | Молдова | вільна боротьба, до 65 кг | 15     |
| Київський Міжнародний турнір з боротьби 2017                    | Молдова | вільна боротьба, до 65 кг | 8      |
| Меморіал Вацлава Циолковського 2017                             | Молдова | вільна боротьба, до 61 кг | Срібло |
| Турнір Дана Колова — Николи Петрова 2018                        | Молдова | вільна боротьба, до 65 кг | 8      |
| Меморіал Вацлава Циолковського 2018                             | Молдова | вільна боротьба, до 65 кг | 10     |
| Меморіал Іона Корнеану і Ладислава Сімона 2018                  | Молдова | вільна боротьба, до 65 кг | Срібло |
| Турнір Дана Колова — Николи Петрова 2019                        | Молдова | вільна боротьба, до 65 кг | 12     |
| Меморіал Іона Корнеану і Ладислава Сімона 2019                  | Молдова | вільна боротьба, до 65 кг | Золото |

### Виступи на змаганнях молодших вікових груп
| Змагання                                       | Збірна  | Вагова категорія          | Місце  |
| ---------------------------------------------- | ------- | ------------------------- | ------ |
| Чемпіонат Європи з боротьби серед кадетів 2002 | Молдова | вільна боротьба, до 50 кг | 8      |
| Чемпіонат світу з боротьби серед юніорів 2003  | Молдова | вільна боротьба, до 55 кг | 14     |
| Чемпіонат Європи з боротьби серед юніорів 2004 | Молдова | вільна боротьба, до 55 кг | Бронза |
| Чемпіонат світу з боротьби серед юніорів 2005  | Молдова | вільна боротьба, до 55 кг | 9      |
| Чемпіонат Європи з боротьби серед юніорів 2005 | Молдова | вільна боротьба, до 60 кг | 13     |